# 1226
1226 (MCCXXVI) a fost un an al calendarului iulian. 

## Evenimente
- 28 ianuarie: Conciliul de la Bourges: contele Raymond al VII-lea de Toulouse este excomunicat. Regele francez declanșează cruciada împotriva albigenzilor, pe 30 ianuarie. [1]
- 2 martie: Sub patronajul papei Honoriu al III-lea, se constituie a doua Ligă lombardă, îndreptată împotriva împăratului Frederic al II-lea de Hohenstaufen.
- 9 martie: Jalal al-Din, sultanul huarazmian, cucerește Tiflis, capitala Regatului Gruziei, apoi îi măcelărește locuitorii creștini și îi dărâmă bisericile.
- 10 iunie: Începe asedierea Avignon-ului de către regele Ludovic al VIII-lea al Franței.
- 11 septembrie: Adorația euharistică de către mireni sau laici, instituită de Biserica Catolică, începe oficial la Avignon (Provența).
- 12 septembrie: Avignon-ul capitulează; regele Ludovic al VIII-lea al Franței obține supunerea întregului Languedoc.
- 14 septembrie: Nicolas de Corbie, episcop al Avignon-ului, poartă Preasfânta Taină la o capelă, construită în cinstea Sfintei Cruci, în afara zidurilor orașului (unde se află, în prezent, Capela Penitenților Gri), într-o procesiune la care ar fi participat regele Ludovic al VIII-lea, îmbrăcat într-un sac maroniu, legat la brâu cu o frânghie, cu capul gol și cu o torță în mână, urmat de întreaga sa curte și de o mulțime nenumărată. [2]

### Nedatate
- martie: Bula de aur din Rimini, din partea împăratului romano-german Frederic al II-lea; cavalerii teutoni obțin Prusia ca fief imperial.
- martie: Începe expediția cavalerilor teutoni în Prusia, împotriva păgânilor din zona baltică, la chemarea contelui Conrad al Mazoviei. Tot el îi așează pe Vistula de Jos. Teutonii constituie un stat militar în jurul ținutului Kulm (zona poloneză Toruń-Chełmno). [3]
- iunie: Adunarea de la Borgo San Donnino (azi, Fidenza): Frederic al II-lea condamnă orașele din Liga Lombardă.
- octombrie: Louis al VIII-lea, rege francez, lansează o ofensivă mare în sudul regatului împotriva albigenzilor și a contelui din Toulouse. Raimond-Bérenger al IV-lea, conte a Provenței și a Forcalquier, s-a folosit de ocazie pentru a-și reimpune autoritatea asupra municipiilor autonome din feudele lui. Multe orașe se supun domniei contelui, dar Marsilia și Nisa se răzvrătesc. Avignon e supus asediului. [4]
- Împăratul Frederic al II-lea convoacă dieta imperială de la Cremona.
- Orașului Nuneaton i se oferă statutul de centru negustoresc, prin decret, de la regele Henry al III-lea al Angliei.
- Ordinul carmelit este aprobat de papa Honoriu al III-lea.
- Ragnald Gudrödarson, regele Insulelor, e alungat de la tron și înlocuit de fratele lui vitreg, Olaf cel Negru.
- Reorganizarea regatului Tran din Vietnam.
- Sancho al II-lea, rege portughez, lansează o ofensivă mare împotriva sarazinilor și cucerește orașul Elvas. [5]
- Tentativa lui Ioan al III-lea, împăratul bizantin de la Niceea de a recuceri Adrianopolul și țărmul tracic eșuează, în urma opoziției rivalului său din Epir, Teodor I Ducas Angelos.

## Arte, Știință, Literatură și Filosofie
- 4 martie: Cu puțin înaintea ivirii zorilor, planetele Jupiter și Saturn au realizat o conjuncție foarte strânsă. Atunci s-a crezut că Steaua de Crăciun (Steaua de la Viflaim) și-a remanifestat apariția. [6] Acest fenomen astronomic rar va apare, din nou, pe 21 decembrie 2020 d.Cr. [7] [8]
- 14 august: Începe construirea catedralei de la Toledo, în Spania, finalizată în 1493.
- În Norvegia, călugarul catolic Robert așterne pe hârtie Povestea lui Tristan și Izolda (una din puținele versiuni complete transmise până azi). [9] [10]

## Nașteri
- 21 martie: Carol I (Carol de Anjou), rege al Neapolelui și Siciliei (d. 1285)
- 21 iunie: Boleslav al V-lea "cel sfios", viitor rege al Poloniei (d. 1279)

- Abul-Faraj, om de știință din Siria (d. 1286)
- Bar-Hebraeus, istoric și episcop din Siria (d. 1286)
- Hermann al VI-lea de Baden (d. 1250)
- Ulrich I de Württemberg (d. 1265)

## Decese
- 2 septembrie: Ingeborg a Danemarcei, 60 ani, regină a Franței (n. 1175)
- 3 octombrie: Francisc de Assisi, 44 ani, întemeietorul Ordinului Fraților Minori (n. 1181)
- 8 noiembrie: Ludovic al VIII-lea, 39 ani, rege al Franței (n. 1187)
- Simeon, episcop de Suzdal (n. ?)

## Înscăunări
- 8 noiembrie: Ludovic al IX-lea, devine noul rege al Franței, fiind uns la Catedrala din Reims la 29 noiembrie (1226-1270)